# Caleb Ellis
Caleb Ellis (* 16. April 1767 in Walpole, Norfolk County, Province of Massachusetts Bay; † 6. Mai 1816 in Claremont, New Hampshire) war ein US-amerikanischer Politiker. Zwischen 1805 und 1807 vertrat er den Bundesstaat New Hampshire im US-Repräsentantenhaus.

## Werdegang
Caleb Ellis studierte nach der Grundschule bis 1793 an der Harvard University. Nach einem anschließenden Jurastudium und seiner Zulassung als Rechtsanwalt zog er nach Newport und danach nach Claremont in New Hampshire. Ellis wurde Mitglied der von Alexander Hamilton gegründeten Föderalistischen Partei. Im Jahr 1803 wurde er in das Repräsentantenhaus von New Hampshire gewählt.
Bei den Kongresswahlen des Jahres 1804, die staatsweit abgehalten wurden, wurde Ellis für das zweite Abgeordnetenmandat von New Hampshire in das US-Repräsentantenhaus in Washington, D.C. gewählt. Dort trat er am 4. März 1805 die Nachfolge von Samuel Hunt an. Bis zum 3. März 1807 konnte Ellis aber nur eine Legislaturperiode im Kongress absolvieren. In den Jahren 1809 und 1810 war er Mitglied im Beraterstab des Gouverneurs Jeremiah Smith. 1811 saß er im Senat von New Hampshire, im folgenden Jahr war er föderalistischer Wahlmann bei den Präsidentschaftswahlen. Von 1813 bis zu seinem Tod im Mai 1816 war Caleb Ellis am Superior Court von New Hampshire als Richter tätig.